# 니콘 D40x

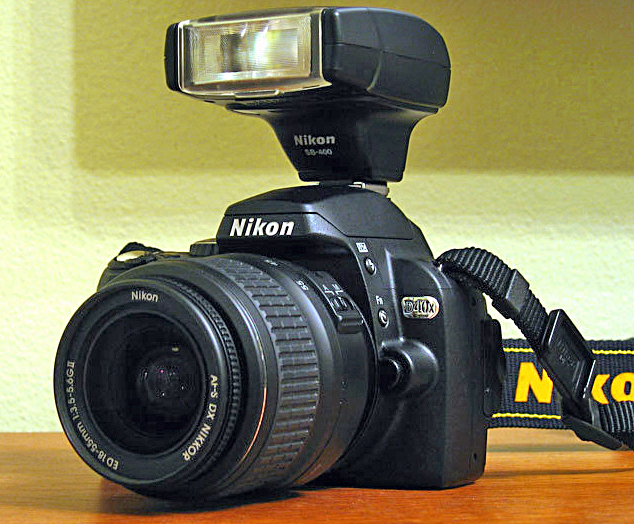
니콘 D40x

니콘 D40x(Nikon D40x)는 2007년 3월 6일에 발표된 니콘의 디지털 SLR이다. 23.6 × 15.8 mm 크기에 1,020만 유효 화소를 가지는 소니 CCD 센서를 가지고 있다. 화소수, 조리개 조절방식, 플래시 동조 속도, 연사 속도를 제외하곤 니콘 D40과 거의 동일하다.
타 니콘 DSLR에는 있는 카메라 내장 기계식 초점 모터가 없다는 것이 니콘 D40x의 가장 큰 단점 중 하나이다. 따라서 니콘 AF-S, 니콘 AF-I 렌즈와 같이 자동 초점 모터를 내장하고 있는 렌즈에서만 자동 초점이 가능하고, 다른 렌즈들에서는 수동 초점만 가능하다. 많은 수의 니콘 렌즈들(특히 단렌즈)은 모터를 내장하고 있지 않다는 것을 고려할 때, 렌즈 선택의 폭은 상당히 줄어든다.
니콘 D40x의 주요 경쟁 제품으로는 캐논 EOS 400D, 펜탁스 K110D, 올림푸스 E-400 등이 있다.